# Guillermo Diaz
Guillermo Diaz (* 4. března 1985) je portorický basketbalista, který v roce 2006 hrál českou Národní basketbalovou ligu za tým ČEZ Basketball Nymburk.
Guillermo Diaz nejdříve hrál za univerzitní tým University of Miami, v roce 2006 byl draftován do Los Angeles Clippers, kde ale během přípravy nepronikl do základního týmu. Pro sezónu 2006–2007 podepsal smlouvu s nymburským basketbalovým klubem v české extralize, v lednu 2007 ale po svém agentovi vzkázal, že už se do Nymburka nevrátí. S průměrem přes dvacet bodů na zápas byl ve chvíli ukončení smlouvy v české extralize druhým nejlépe střílejícím hráčem rozehrané sezóny.

## Kariéra
- 2006–2007: ČEZ Basketball Nymburk
- 2007	Olympiada Patras
- 2007–2008	Anaheim Arsenal
- 2008	Los Angeles Clippers
- 2008–2009	Juvecaserta Basket
- 2009–2010	Pallacanestro Biella
- 2010	Capitanes de Arecibo
- 2010–2011	Victoria Libertas Pesaro
- 2011	Capitanes de Arecibo
- 2011–2012	BC Armia Tbilsi
- 2012–2016	Capitanes de Arecibo
- od 2016	San Lorenzo

## Statistiky v NBL
| Sezóna  | Soutěž      | Odehrané minuty | Průměr na zápas | Body | Průměr na zápas |
| ------- | ----------- | --------------- | --------------- | ---- | --------------- |
| 2006/07 | Mattoni NBL | 485,1           | 32,3            | 301  | 20,1            |